# Monica Marangoni

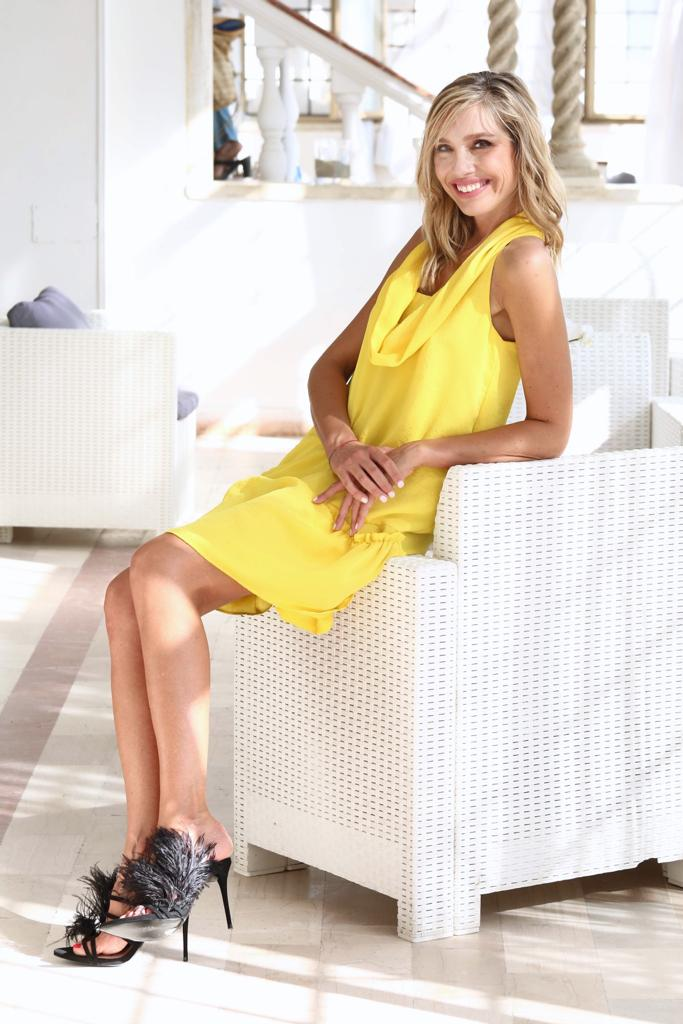
Monica Marangoni nel 2019

Monica Marangoni (Verona, 9 febbraio 1978) è una conduttrice televisiva e giornalista italiana.

## Biografia
Nata a Verona, dopo il diploma si trasferisce a Milano, dove si laurea in filosofia con 110 e lode presso l'Università Cattolica, con una tesi sul tema "Innocenza o giustificazione del nudo? Aspetti e forme filosofiche della comunicazione tra naturalismo, ideologia e ragione". Dal 2007 è giornalista professionista iscritta all'Ordine dei giornalisti del Lazio. A Milano inizia a lavorare nel settore della moda come addetto stampa e successivamente con la Filmmaster Group, come junior producer nell'organizzazione di eventi e pubblicità.
Nel 2005 si trasferisce a Roma e inizia a lavorare come redattrice e conduttrice nel primo canale digitale terrestre della Rai, Rai Utile, dove conduce i programmi “Utile T-Gov”, “Territorio Digitale”, “Med Campus”, “Futuro Semplice”, “Digi.PA” e nello stesso periodo cura una rubrica legata alle novità editoriali, “Pensieri e Parole”. Nel 2006 conduce “Cagliari Digitale” per l’emittente televisiva sarda, Videolina.
Nel 2007 approda a Rai Uno in qualità di inviata di servizi di medicina per il programma del weekend “Sabato & Domenica”, condotto da Franco Di Mare e Sonia Grey, con una rubrica in diretta (“Agenda Italia”), per parlare degli appuntamenti culturali più importanti del fine settimana. Negli anni successivi, nei quali è inviata per “Unomattina Weekend” ed “Unomattina”, è co-conduttrice, con Fabrizio Rocca, sempre su Rai Uno, del programma della domenica mattina, “Magica Italia – Turismo e Turisti”, legato all'arte ed alle bellezze culturali.
Nel 2009 vince il Premio Gino Gullace per il giornalismo e presenta la XXIII edizione del Premio Pericle D'Oro 2009. Nel 2011 viene scelta per affiancare Vittorio Sgarbi come co-conduttrice, assieme a Metis Di Meo, nel programma “Ci Tocca anche Sgarbi”.
Nel 2013 lavora a “Le amiche del sabato”, rotocalco in onda il sabato pomeriggio su Rai Uno, e l'anno successivo al nuovo format, “TOP – Tutto quanto fa tendenza”, in seconda serata, sempre su Rai Uno, in cui racconta le eccellenze made in Italy famose in tutto il mondo. Nell'estate 2017 conduce “W la mamma” con Veronica Maya e Domenico Marocchi e nell'estate 2018 il programma "Un cane in famiglia". Dal 2016 al 2019 ha fatto parte del cast di “Uno Mattina in famiglia” al fianco di Tiberio Timperi. Dal 2017 conduce ogni anno, presso l'Auditorium Parco della Musica di Roma, insieme a Pino Insegno, il Gran Premio Internazionale del Doppiaggio. Dal 2018 conduce a New York il Festival della musica italiana.
Dal giugno a settembre 2019 conduce "TuttoChiaro", in diretta dalle 10.30 alle 11.30, sempre su Rai Uno.
Dal 2018 conduce la trasmissione "L'Italia con voi", accompagnata al pianoforte da Stefano Palatresi, sul canale Rai Italia, interamente dedicato agli italiani nel mondo. Per la trasmissione riceve il Premio Margutta 2019 insieme a Alberto Matano e Cristina Parodi.
Da gennaio 2021 conduce in diretta, su Rai Radio2, “Sanremo di Sabato”, approfondimento dedicato alla storia del Festival di Sanremo.

### Vita privata
È sposata dal 2008 con Cristiano Ceresani, consigliere parlamentare della Camera dei deputati, da cui ha avuto due figli: Matteo e Niccolò.

## Televisione
- Sabato & Domenica (Rai 1, 2007) - inviata
- Unomattina (Rai 1, 2008) - inviata
- Unomattina Weekend (Rai 1, 2009) - inviata
- Magica Italia – Turismo e turisti (Rai 1, 2009)
- Ci tocca anche Sgarbi (Rai 1, 2011)
- Le amiche del sabato (Rai 1, 2013) - inviata
- Top - Tutto quanto fa tendenza (Rai 1, 2014) - inviata
- Unomattina in famiglia (Rai 1, 2016-2019) - inviata
- W la mamma (Rai 1, 2017)
- Premio Louis Braille (Rai 1, 2017)
- Un cane in famiglia (Rai 1, 2018)
- L'Italia con voi (Rai Italia, 2018-2022; Rai 1, 2020)
- NYCanta - Festival della musica italiana di New York (Rai Italia, dal 2018)
- TuttoChiaro (Rai 1, 2019)
- Chef in campo (Alma TV, 2021) - concorrente

## Radio
- The Fashion News (Radio Italia Anni '60, 2018) - speaker
- Sanremo di Sabato (Rai Radio 2, 2021) - conduttrice